# 真継妙寿
真継 妙寿（まつぎ みょうじゅ、生没年不詳）は安土桃山時代から江戸時代初期の女性。真継久直の娘で真継康総の義姉。

## 概要
『言経卿記』文禄元年（1592年）3月30日条には、「真継兵庫助女来了、夕相伴了」、「西御方へ又罷向了、真継女奉公□御所望之間談合了」とあり、山科言経が妻の姉である興正寺佐超室（冷泉為益の息女・西御方）を訪問して真継兵庫助久直の娘（妙寿）の奉公について相談している。この奉公先斡旋については、同日記の慶長4年（1599年）5月1日条に「真継源大夫ア孑来了、呼ニ遣了、西御方ニ可置之由申之間、談合了」とあるように、真継源大夫康総の姉（妙寿）が興正寺佐超室に奉公することで話が進んだ。同記の慶長8年（1603年）6月23日条には「真継美乃守ア孑妙寿来了、香しゅさん十服造了」とある。真継美濃守康総の姉は「妙寿」を称していて、落飾したことが窺われる。この後も妙寿と山科家との交流は続いており、妙寿・康総の姉弟は共に山科・冷泉家と交流を続けている。
『言緒記』元和4年（1618年）2月4日条に「御ちゃちゃ・楠主水・妙寿被来了」とあり、御茶々（御春）・妙寿・楠主水が言緒の下を訪問している。
山科言緒と真継氏の関係は深く、言緒が「傍輩」を集めて「乱酒」に及ぶ宴会を行った際には、言緒よりかなりの年長者であった弟・真継康総も同席している。妙寿や康総の妻・「真継美濃内」らも言緒を訪ね、薬・帯・串柿などの贈答をしている。『言緒卿記』によると、元和4年（1618年）12月21日には山科少将言総の「年忘」の会に、言緒・言総達家族親族と共に妙寿が参加している。真継氏と山科家は、言緒・言総の代に至っても気心の知れた家族ぐるみの付き合いがあった。
山科言経室（冷泉為益娘）の姉妹である花恩院佐超の妻による佐超7回忌法要の非時を頂いた中に、冷泉家・四条家中と共に康総と妙寿の名が見える。